# Marati, Sagar
Marati là một làng thuộc tehsil Sagar, huyện Shimoga, bang Karnataka, Ấn Độ.